# Maintenance Error Decision Aid
Maintenance Error Decision Aid (MEDA) ist ein vom Flugzeughersteller Boeing entwickelter strukturierter Prozess zur Erfassung und Analyse von Fehlern, die von technischem Personal oder Prüfern verursacht wurden. Dieser Prozess ist besonders auf die spezifischen Belange der Luftfahrt zugeschnitten.